# Euphorbia alata
Euphorbia alata ist eine Pflanzenart aus der Gattung Wolfsmilch (Euphorbia) in der Familie der Wolfsmilchgewächse (Euphorbiaceae).

## Beschreibung
Die sukkulente Euphorbia alata entspringt einer rhizomartigen Wurzel und wächst als Strauch bis 2,5 Meter Höhe. Die verholzenden Zweige stehen in Quirlen zu drei oder mehreren an einem Knoten. Die mit zwei Flügeln versehenen und bis 5 Millimeter im Durchmesser großen Zweige sind in Knoten mit einem Abstand von etwa 15 Zentimeter zueinander gegliedert. Die fast sitzenden Blätter sind rundlich, werden etwa 4 Millimeter groß und sind kurzlebig.
Die einzelnen oder an den Knoten in Büscheln stehenden Cyathien sind fast sitzend und werden 4 Millimeter groß. Die Nektardrüsen sind purpurbraun gefärbt und besitzen einen dünnen weißlichen kronblattartigen Anhängsel. Früchte und Samen sind nicht bekannt.

## Verbreitung und Systematik
Euphorbia alata ist in Jamaika auf Kalkgestein in Wäldern verbreitet.
Die Erstbeschreibung der Art erfolgte 1844 durch William Jackson Hooker. Ein Synonym ist Tirucallia alata (Hook.) P.V.Heath (1996).